# На Мамурру, сочиняющего стихи
«На Мамурру, сочиняющего стихи» — условное название стихотворения римского поэта Гая Валерия Катулла, включённого в состав посмертного сборника («Книги Катулла Веронского») под номером 105. Автор здесь в очередной раз пишет о Марке Витрувии Мамурре, офицере Гая Юлия Цезаря, называя его, как в ещё нескольких стихотворениях, «хреном» (mentula). Стихотворение включает всего две строки: «Тщетно пытается Хрен на Пимплейскую гору взобраться: // Вилами тотчас его музы оттуда спихнут».